# 池田清治
池田 清治（いけだ せいじ、1961年12月1日 - ）は、日本の法学者。専門は民法。学位は、法学博士（北海道大学）。北海道大学法科大学院特任教授。元法務省司法試験考査委員。

## 略歴
北海道出身。1984年（昭和59年）小樽商科大学商学部卒業。1989年（平成1年）北海道大学大学院法学研究科博士課程単位取得満期退学。同年 同法学部助手。1991年北海道大学で論題「契約交渉の破棄とその責任 : 現代における信頼保護の一態様として」にて法学博士。1991年同法学部助教授。2000年同大学院法学研究科助教授。2003年同教授。2004年同法科大学院教授。2012年同法科大学院長。2018年同大学院法学研究科長・法学部長。2025年定年退任。同特任教授。
公職としては、元内閣府「消費者組織に関する研究会」委員。北海道消費生活審議会委員会委員長。札幌市消費生活審議会苦情処理部会委員。北海道本人確認情報保護審議会委員。元司法試験考査委員（2006～10年・2013～17年）、司法試験予備試験考査委員（2011～12年）など。
小樽商科大では神田孝夫、北大では東海林邦彦、藤岡康宏に師事した。門下生に岩本尚禧（小樽商科大学教授）がいる。

## 研究対象
民法の財産法領域の全域をその研究対象とするが、分けても契約法や契約締結上の過失を研究。

## 著書
- 『契約交渉の破棄とその責任』（有斐閣、1997年）
- 鎌田薫・加藤新太郎・須藤典明・中田裕康・三木浩一・大村敦志『民事法I（総則・物権）』（分担執筆、日本評論社、2005年初版・2010年第2版）
- 『基本事例で考える民法演習』（日本評論社、2013年）
- 『新・基本事例で考える民法演習 すっきり民法玉手箱』（日本評論社、2025年）

などがある。